# دئدرا چارلز
دئدرا چارلز (انگلیسی: Daedra Charles; ۲۲ نوامبر ۱۹۶۸ – ۱۴ آوریل ۲۰۱۸) بازیکن بسکتبال اهل ایالات متحده آمریکا بود. از باشگاه‌هایی که در آن بازی کرده‌است می‌توان به اشاره کرد. وی در مسابقات کشوری و بین‌المللی در مجموع برندهٔ ۲ مدال برنز شده‌است.